# Monticello
|  | Per a altres significats, vegeu «Monticello (desambiguació)». |

Monticello (en cors U Munticellu) és un municipi francès, situat a la regió de Còrsega, al departament d'Alta Còrsega. L'any 1999 tenia 1.253 habitants.

## Demografia
| 1962 | 1968 | 1975 | 1982 | 1990 | 1999  |
| ---- | ---- | ---- | ---- | ---- | ----- |
| 237  | 237  | 251  | 500  | 944  | 1.253 |

## Administració
| Període | Identitat        | Partit | Qualitat |  |
| ------- | ---------------- | ------ | -------- |  |
| 2001-   | Hyacinthe Mattei | PS     |          |  |